# КВ-122
КВ-122 — радянський експериментальний важкий танк сімейства КВ.

## Історія

### Проєкт
Даний танк був розроблений конструкторським колективом КБ ЧКЗ на чолі з інженером А. С. Шнейдманом і став однією з останніх спроб переозброєння важкого танка сімейства КВ. Шнейдман запропонував оснастити танк КВ-85 потужною 122-мм гарматою та поліпшеною силовою установкою. Проєкт був схвалений навесні 1944 року, і новий танк був зібраний в лічені місяці, отримавши позначення КВ-122. За умови оснащення його форсованим двигуном або старим 600-сильним дизелем В-2К міг стати одним з перших основних бойових танків, що поєднують в собі вогневу міць і захищеність важкого танка з рухливістю середнього.

### Опис
Танк зовні нагадував серійний КВ-85. Корпус представляв жорстку зварену коробку з диференційованим бронюванням. Башта та броня були посилені: спереду корпус був захищений бронею товщиною 75 мм, а башта — листами до 100 мм; по бортах і на кормі були листи товщиною 60 мм, на даху — 40 мм, а на днищі — 20 мм. Компонування була класичним: відділення управління спереду, бойовий відсік посередині та моторно-трансмісійне відділення ззаду.
Замість двигунів В-2 і В-2К був запропонований В-2ІС номінальною потужністю 520 к.с., що було більш надійно, хоча спричинило зниження питомої потужності та динамічних якостей. Трансмісія повністю відповідала танку КВ-85 включала багатодисковий головний та бортові фрикціони сухого тертя, а також 10-швидкісну коробку передач.
Башта запозичувалася від нового ІС-2, куди ставилася 122-мм гармата Д-25Т, що спричинило за собою зміни в боєукладці та кількості пострілів, але підвищило вогневу потужність. Поруч з гарматою був поставлений кулемет ДТ калібру 7,62 мм, ще один в кормовій баштовій установці. На даху ставилося кулемет ДШК калібром 12,7 мм.
Ходова частина на один борт складалася з шести опорних котків, оснащених внутрішньою амортизацією та індивідуальної торсіонної підвіскою; трьох підтримуючих роликів з гумовими бандажами; переднім напрямних та заднім ведучим колесами з литою маточиною та двома 16-зубовими вінцями; гусеничним ланцюгом з 87-90 траків шириною 700 мм і кроком 160 мм (литі траки з двома прямокутними вікнами для зубів ведучого колеса).
Як оптичне та радіообладнання включалися телескопічний приціл ТШ-17, перископний приціл ПТ4-17 і командирський наглядовий прилад МК-4 (аналогічні прилади мали механік-водій та заряджаючий). Танк комплектувався радіостанцією Р-9 з штирьовою антеною. Екіпаж КВ-122 складався з п'яти осіб: механік-водій, радист, командир, навідник та заряджаючий.

## Спроба запуску у виробництво
Модифікація танка могла стати однією з найдешевших в радянському танкобудуванні за рахунок швидкого поліпшення КВ-85. Однак для того, щоб провести весь обсяг доробок, танки вимагалося відкликати з фронту та відправляти на завод-виробник, а їх прибуття довелося б чекати дуже довго. До того ж у тому ж році з'явився більш ефективний ІС-2, оснащений аналогічним озброєнням, більш досконалою ходовою та набагато більш сильним бронюванням. У ГАБТУ зіставили ці факти та дійшли висновку, що модифікація КВ-85 не потрібна. Дослідний танк КВ-122 залишився в єдиному екземплярі, а його подальша доля залишилася невідомою.